# لله و للحقیقه
لله و للحقیقه: رد علی کتاب «لله ثم للتاریخ» کتابی از علی آل محسن است که در سال ۱۳۸۲ منتشر و در مراسم کتاب سال جمهوری اسلامی ایران به‌عنوان کتاب برگزیده معرفی شد. این کتاب در پاسخ به کتاب لله ثم للتاریخ نوشته شده‌است.